# Lorch (Baden-Württemberg)
Lorch è un comune tedesco di 11 003 abitanti abitanti, situato nel land del Baden-Württemberg. La città è gemellata con il comune italiano di Oria.

## Storia
Fu insediamento militare romano di un'unità ausiliaria (a partire dalla metà del II secolo sotto la dinastia degli Antonini).